# Épinoy
Épinoy ist eine französische Gemeinde mit 509 Einwohnern (Stand 1. Januar 2022) im Département Pas-de-Calais in der Region Hauts-de-France; sie gehört zum Arrondissement Arras und zum Kanton Bapaume.

## Geografie
Épinoy ist die östlichste Gemeinde des Départements Pas-de-Calais. Sie liegt an der Grenze zum Département Nord, neun Kilometer nordwestlich von Cambrai. Im Süden der Gemeinde befand sich früher der Militärflugplatz Cambrai-Épinoy. Nachbargemeinden von Épinay sind Aubencheul-au-Bac im Norden, Fressies im Nordosten, Abancourt im Osten, Sancourt im Südosten, Haynecourt im Süden, Sauchy-Lestrée im Westen sowie Oisy-le-Verger im Nordwesten.

## Bevölkerungsentwicklung
| Jahr                       | 1962 | 1968 | 1975 | 1982 | 1990 | 1999 | 2006 | 2012 | 2022 |
| -------------------------- | ---- | ---- | ---- | ---- | ---- | ---- | ---- | ---- | ---- |
| Einwohner                  | 426  | 452  | 466  | 444  | 463  | 498  | 514  | 544  | 509  |
| Quellen: Cassini und INSEE |      |      |      |      |      |      |      |      |      |

## Sehenswürdigkeiten

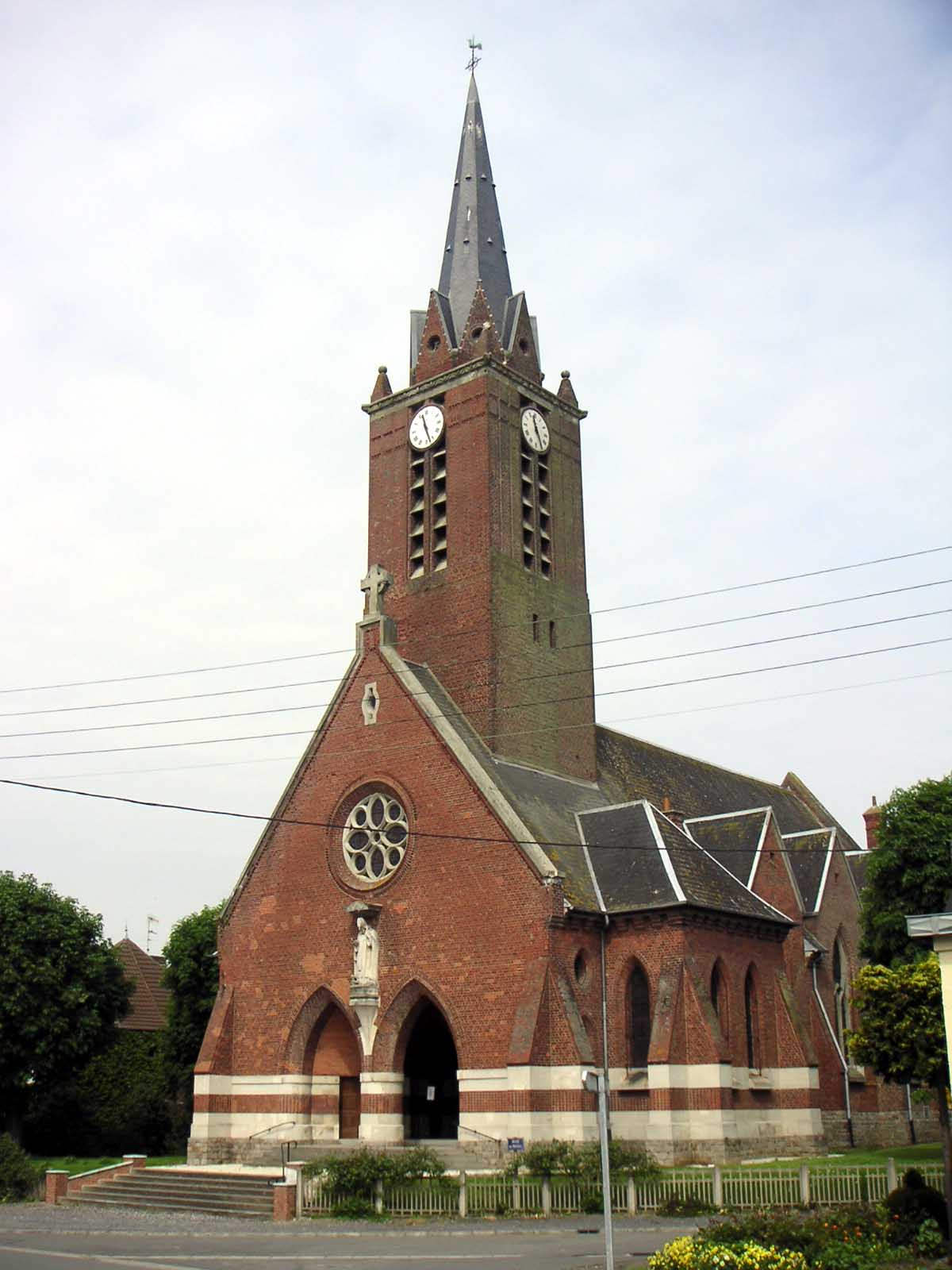
Kirche Saint-Nicolas
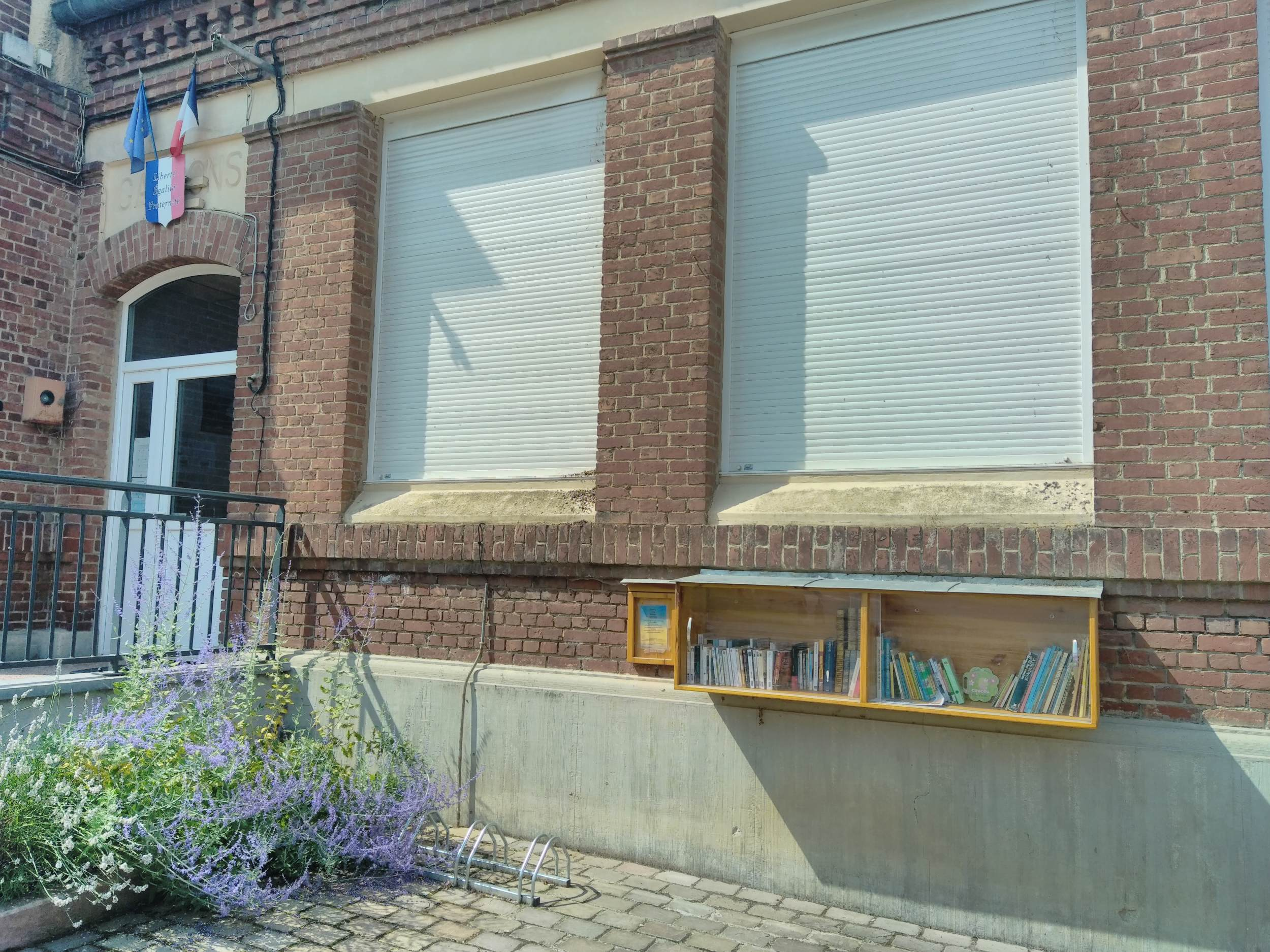
Öffentlicher Bücherschrank

- Kapelle Notre-Dame-des-Grâces
- Wasserturm

- Kirche Saint-Nicolas
- Öffentlicher Bücherschrank